# Molí Vell de Gàtova
El Molí Vell de Gàtova és un antic molí de vent, actualment en desús. L'edifici està catalogat des de 1998 com a bé de rellevància local, amb el codi 46.902-9999-000003. És una obra d'arquitectura rural tradicional que els habitants coneixen com a "Molí de la Font d'Iranzo” o "de La Cobatica.”

## Localització
Es troba al municipi de Gàtova, situat a la comarca del Camp de Túria. Els seus fonaments estan assentats a 800 metres sobre el nivell del mar. És d'autor desconegut i de datació incerta. No es té certesa de la datació del Molí Vell de Gàtova però es nomenen molins en aquest municipi ja en el Llibre del Repartiment de València. Aquest atesta la donació dels forns i els molins de “Marmas” (Marines) i “Jatava” (Gàtova) de Jaume I a Pere Sanç de Maranyon el 13 de setembre de 1238, pel que aquests molins serien usats pels musulmans, foren fets per ells o anteriorment pels romans. Aquesta última hipòtesi estaria recolzada pel fet que Hispània era considerada el graner d'Itàlia.

## Característiques formals
El Molí Vell és de planta circular i de forma cilíndrica. Està realitzat en pedra calcària amb morter. La circumferència que crea la seua forma té un diàmetre exterior de 7’42 m i interior de 4’32 m. La seua altura és 4’6 m. El gruix del seu mur és de 1’5 m en la base i de 0’8 m en la part superior. Els elements constructius estan molt simplificats, no disposa d'ornamentació, és una obra d'arquitectura funcional.

## Funció i significat

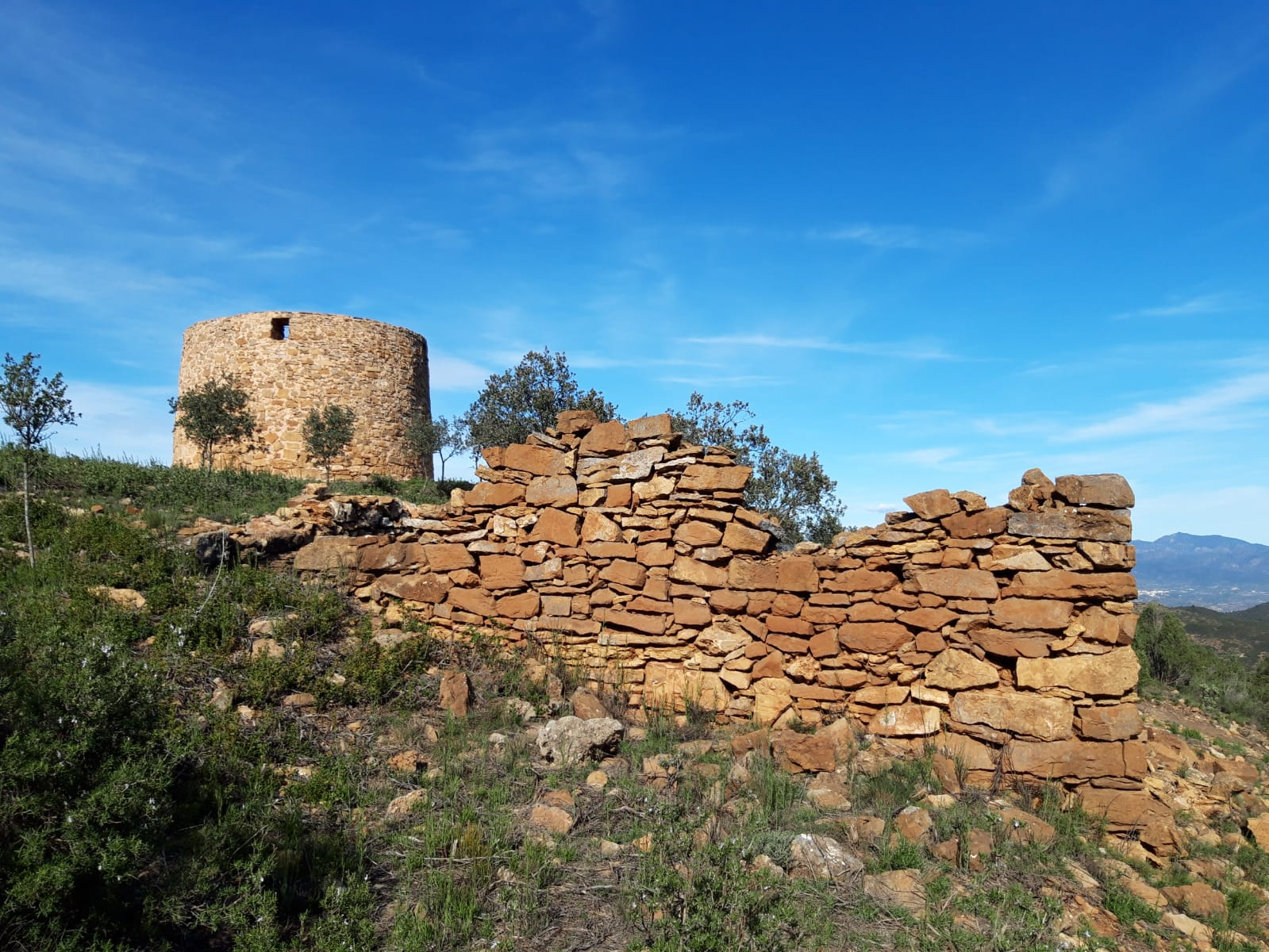
Restes de la caseta del moliner en primer pla i Molí Vell de Gàtova al fons

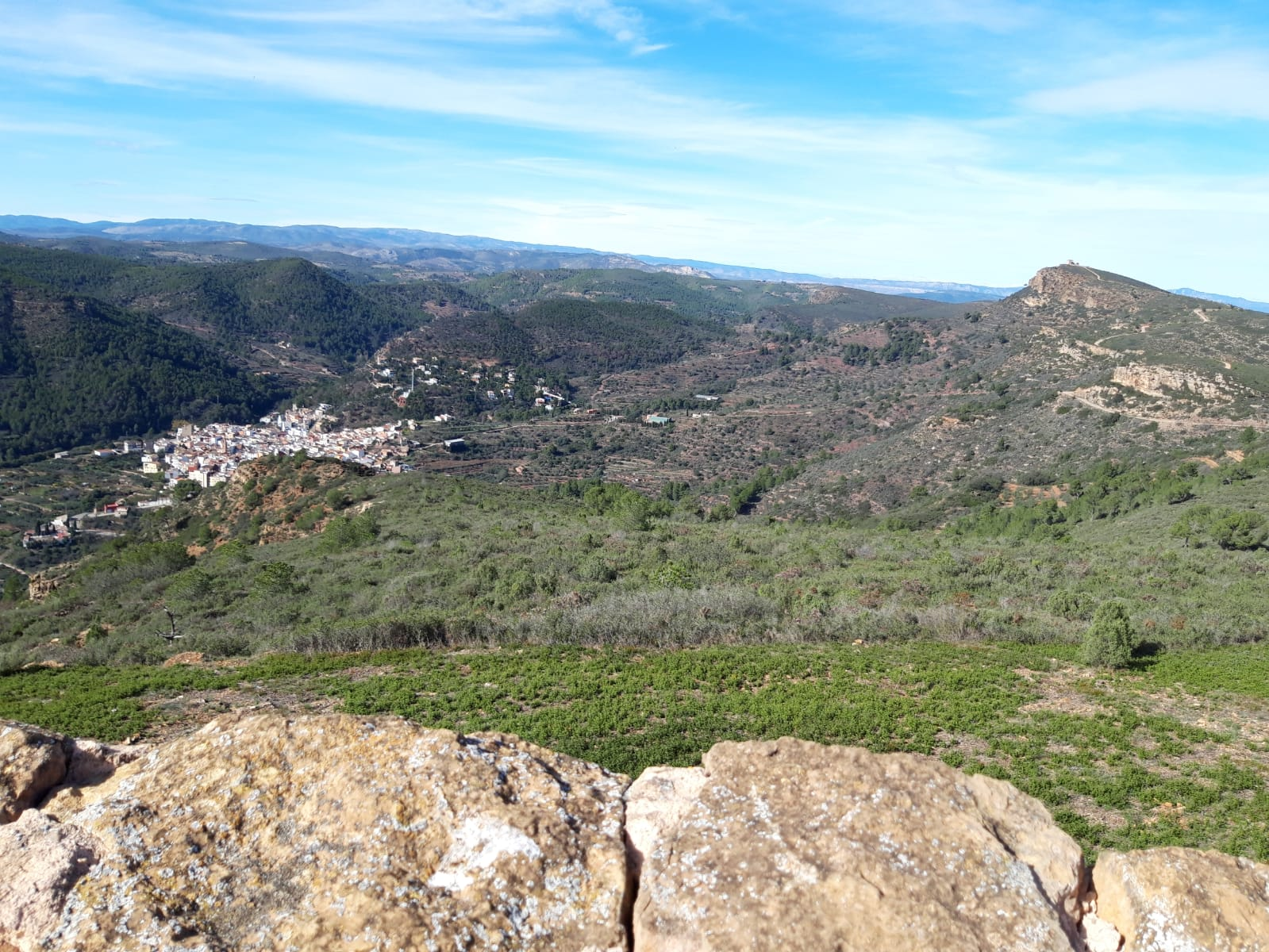
Vistes des de la part superior del Molí Vell de Gàtova. A l'esquerra el poble de Gàtova i a la dreta el Pico de l'Àguila

Els molins de Gàtova es van construir amb la finalitat d'obtindre aliments, servien per a moldre blats i cereals per a obtindre farines. Eren molins de vent, servien per a aprofitar la força eòlica per a moldre. L'investigador local Eladio Suarep Esteve va arreplegar la tradició oral local sobre aquests molins. Segons aquests testimonis el Molí d'Iranzo va deixar de funcionar en 1877. L'últim moliner es deia Lorenzo Gimeno Velarte i vivia en una casa al costat del molí, a aproximadament vint passos concretament, coneguda pels veïns com “la caseta de la muntanya”.

## Restauració i nova funcionalitat

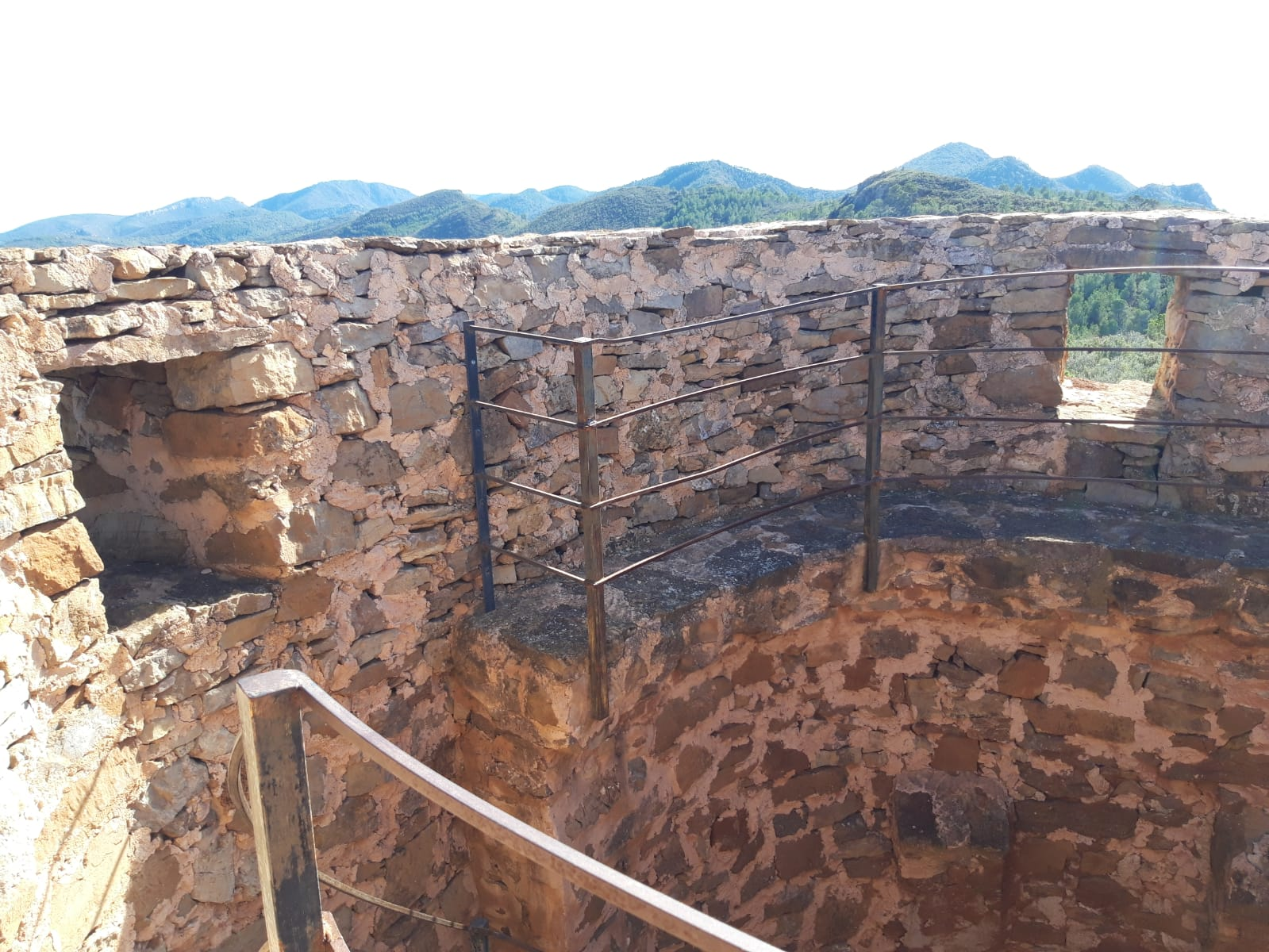
Part superior del Molí Vell de Gàtova

El 8 de maig de 1997 l'ajuntament de Gàtova va aprovar un pressupost d'1.802.000 pessetes per a la reconstrucció del Molí d'Iranzo. Van ser restaurades les seues parets i es va condicionar el seu entorn. A l'interior només queden les restes d'un arc i una escala de pedra mitjançant la qual s'accedix a la part superior. En l'actualitat és una ruïna visitable, transformada en mirador paisatgístic. Des de l'alt d'aquest es té una vista panoràmica de la comarca del Camp del Túria, l'Horta Nord, Alt Palància, Camp de Morvedre, Plana Baixa, etc. Es troba al Parc Natural de la Serra Calderona. Forma part d'un itinerari de senderisme i trail running de 10 km i de dificultat mitjana, anomenat “Ruta dels Molins i Pico de l'Àguila”.

## Referències en la cultura popular

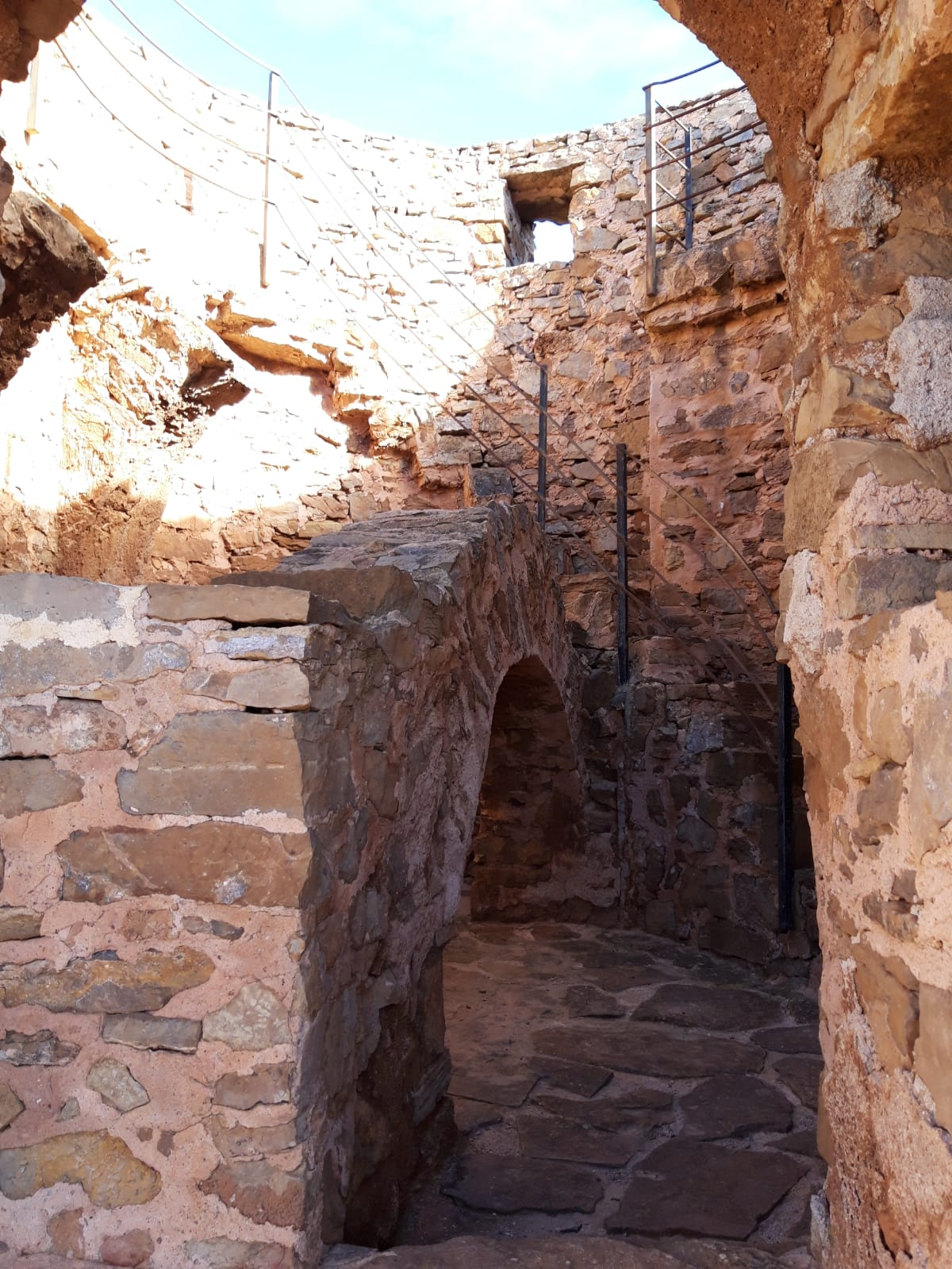
Restes de l'interior del Molí Vell de Gàtova. Arc i escala